# Spinotarsus rostrum
Spinotarsus rostrum är en mångfotingart som beskrevs av Kraus 1960. Spinotarsus rostrum ingår i släktet Spinotarsus och familjen Odontopygidae. Inga underarter finns listade i Catalogue of Life.